# Ercheia guanicana
Ercheia guanicana là một loài bướm đêm trong họ Noctuidae.